# 昴宿增十三
HD 23923，又名BD+23 563，SAO 76244、HR 1183，是一颗金牛座的恒星，视星等为6.17，位于銀經167.37，銀緯-23.4，其B1900.0坐标为赤經3h 43m 47.3s，赤緯+23° -23.4′ 26″。